# Головмох несправжньотригранний
Головмох несправжньотригранний (Bryum pseudotriquetrum) — вид мохів порядку головмохальних (Bryales).

## Поширення
Вид поширений на всіх континентах.
Населяє вологий ґрунт, ґрунт над скелею, скелі, болота; від низьких до високих (0–4000 метрів).

## Галерея

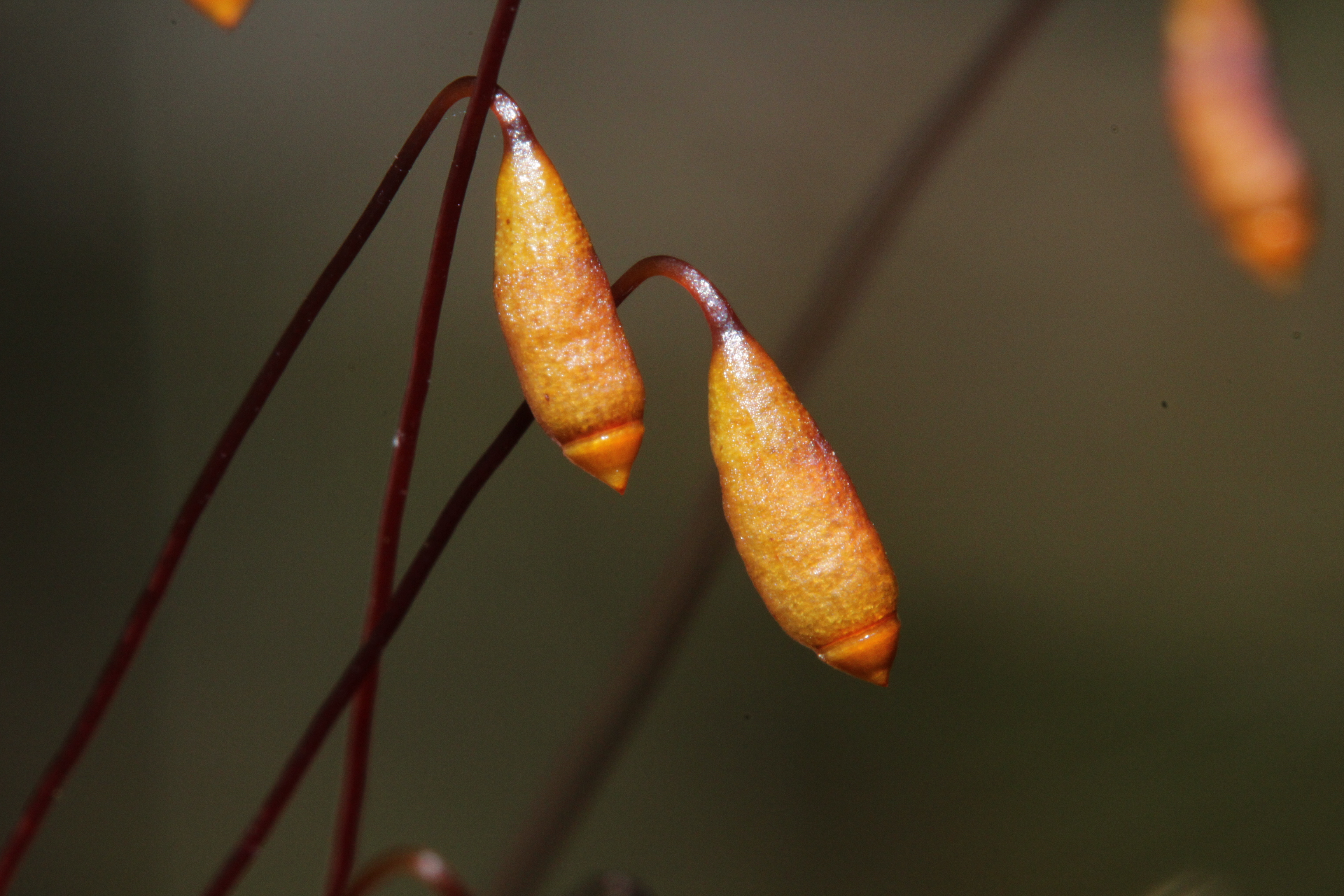
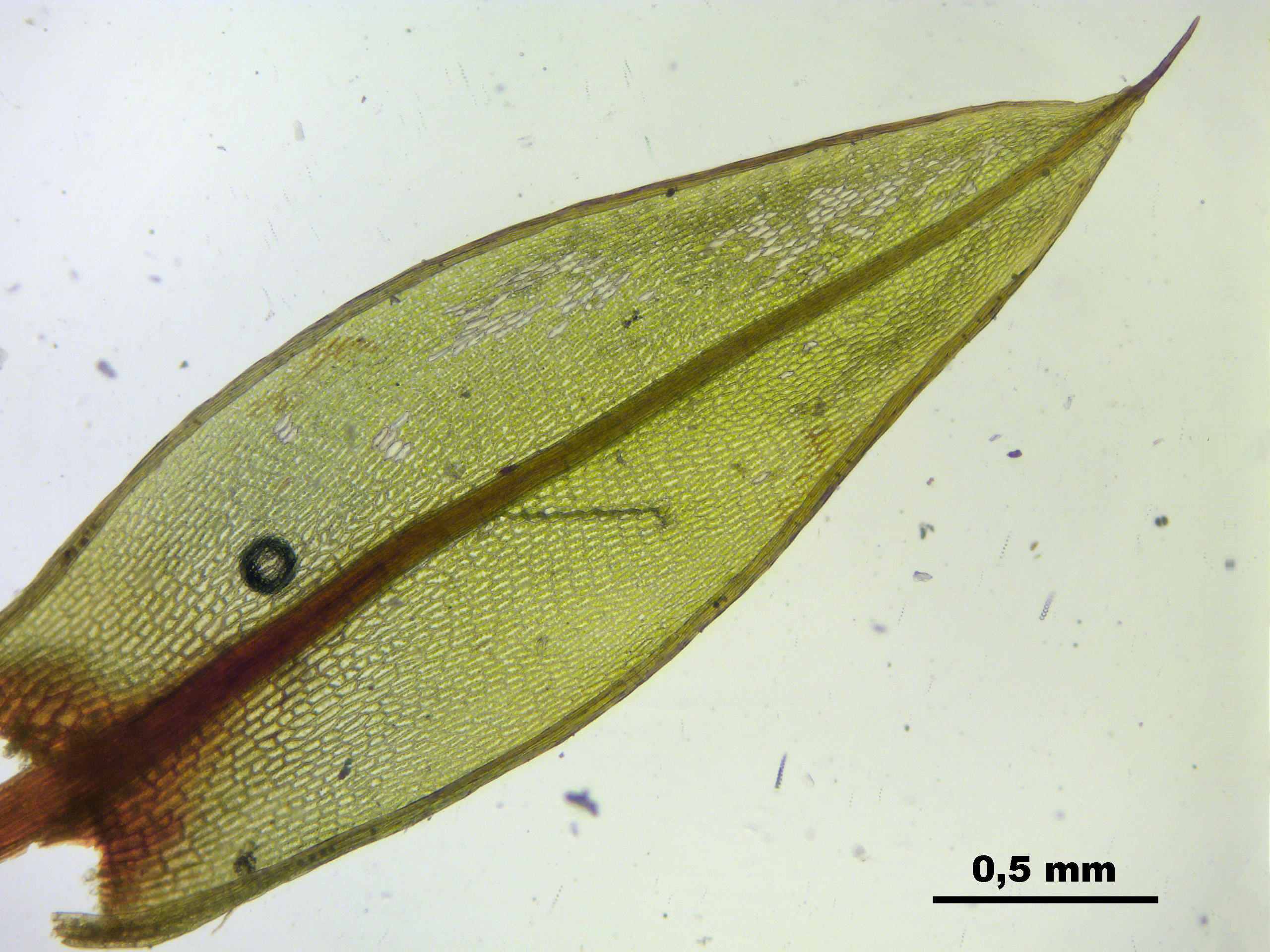

## Характеристика
Рослини в густих дернинах зелені, червоно-зелені чи жовто-зелені, старі пагони стають червоно-коричневими. Стебла 2–4(6) см, пучкові, від слабко облиствених до рівномірно облистнених, новоутворення подовжені та рівномірно облистнені. Листки зелені, червоно-зелені чи жовто-зелені, тьмяно-коричнево-червоні або цегляно-червоні з віком, дещо скручені до спотворених, коли висихають, яйцеподібні, плоскі чи слабо увігнуті, (1)2–3(4) мм, не сильно збільшені до верхівки стебла; краї вигнуті до середини листка або далі; верхівка гостра. Спеціалізоване нестатеве розмноження зрідка, гемами в пазухах листків, коричневого кольору. Вид дводомний. Коробочкові ніжки 1–3(4) см. Коробочка коричнева, подовжено-яйцеподібна, симетрична, 3–5 мм, рот жовтий. Спори 12–18 мкм, дрібнососочкові, блідо-жовті чи зелені.